# Молчание костей (роман)
Молчание костей (англ. Bone Silence) — научно-фантастический роман британского автора Аластера Рейнольдса, изданный в 2020 году. Это третий и последний роман в серии «Мстительница», приквелами к которой являются романы «Мстительница» и «Чёрные паруса». Книга была выпущена 9 января 2020 года компанией Gollancz.

## Краткое содержание
Десятки миллионов лет в будущем сестры Адрана и Арафура («Фура») Несс — опытные чтецы костей, продолжают приключения.

## Приём
Рассел Летсон, пишущий для Locus Online, заявил: «Это хороший приключенческий материал: колоритные члены экипажа, встречи с разнообразными мошенниками и шпионами, космические бои, погони, побеги и предательства. Для меня неизменным является сеттинг, начинающийся с непосредственного окружения солнечного парусного космического корабля, со всеми такелажем, заклепками и водяным охлаждением катушек; или невзрачные коридоры, трубопроводы и питейные заведения древних местообитаний. Даже более респектабельные типы станций далеки от стерильного, формованного-белого-пластикового модернизма Кубрика 2001 года». Марк Йон из SFF World написал: «Есть простор для других историй и других идей, которые можно развивать, если Аластер или его издатели захотят этого, но если это конец нашего путешествия с Адраной и Фурой, то расстояние, пройденное сестрами Несс за три книги, взятое как законченная история, впечатляет. Если вам понравилось путешествие, «Молчание костей» не должен вас разочаровать.".

## Награды
В 2021 году роман был номинирован на премию Филипа К. Дика.

## Вселенная Мстительницы
1. «Мстительница» (англ. Revenger). London: Gollancz, 2016, ISBN 978-057-509053-8
2. «Чёрные паруса» (англ. Shadow Captain). London: Gollancz, 2019, ISBN 978-057-509063-7
3. «Молчание костей» (англ. Bone Silence). London: Gollancz, 2020, ISBN 978-057-509067-5

## Внешние ссылки
- Список публикаций произведения «Молчание костей (роман)» в ISFDB (англ.)